# Jacksonville (Carolina del Nord)
Jacksonville és una població dels Estats Units i seu del comtat d'Onslow a l'estat de Carolina del Nord. Segons el cens del 2008 tenia 81.863 habitants.

## Demografia
Segons el cens del 2000, Jacksonville tenia 66.715 habitants, 17.175 habitatges i 13.533 famílies. La densitat de població era de 579,1 habitants per km².
Dels 17.175 habitatges en un 49,5% hi vivien nens de menys de 18 anys, en un 63,8% hi vivien parelles casades, en un 12,3% dones solteres, i en un 21,2% no eren unitats familiars. En el 16,6% dels habitatges hi vivien persones soles el 5,1% de les quals corresponia a persones de 65 anys o més que vivien soles. El nombre mitjà de persones vivint en cada habitatge era de 2,83 i el nombre mitjà de persones que vivien en cada família era de 3,18.
Per edats la població es repartia de la següent manera: un 24,3% tenia menys de 18 anys, un 36,3% entre 18 i 24, un 25,9% entre 25 i 44, un 8,8% de 45 a 60 i un 4,8% 65 anys o més.
L'edat mediana era de 22 anys. Per cada 100 dones de 18 o més anys hi havia 178,6 homes.
La renda mediana per habitatge era de 32.544 $ i la renda mediana per família de 33.763 $. Els homes tenien una renda mediana de 17.121 $ mentre que les dones 19.931 $. La renda per capita de la població era de 14.237 $. Entorn del 12,5% de les famílies i el 14,1% de la població estaven per davall del llindar de pobresa.

## Poblacions més properes
El següent diagrama mostra les poblacions més properes.